# 2178 Kazakhstania
2178 Kazakhstania eller 1972 RA2 är en asteroid i huvudbältet som upptäcktes den 11 september 1972 av den rysk-sovjetiske astronomen Nikolaj Tjernych vid Krims astrofysiska observatorium på Krim. Den har fått sitt namn efter landet Kazakstan.
Asteroiden har en diameter på ungefär 4 kilometer och den tillhör asteroidgruppen Flora.